# فلس (واحد پول)

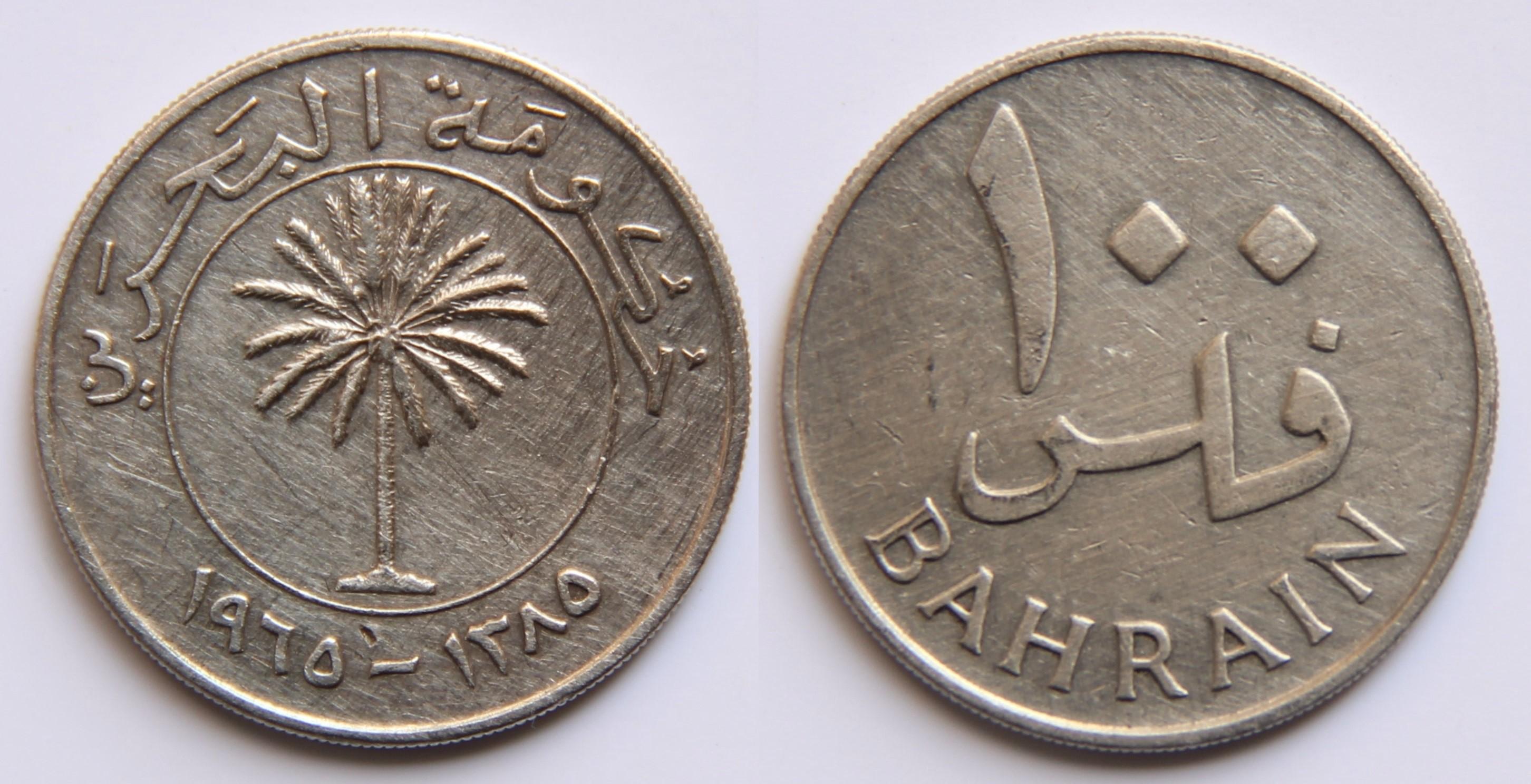
فلس بحرینی

فلس یکای جزء در بیشتر کشورهای عربی مانند عراق و بحرین است. نام فلس از یکای پول عربی در اوایل قرون وسطی آماده است. واژهٔ "فلوس"جمع این واژه می‌باشد.
- ۱ دینار بحرین = ۱۰۰۰ فلوس
- ۱ درهم امارات = ۱۰۰ فلوس
- ۱ دینار عراق = ۱۰۰۰ فلوس
- ۱ دینار اردن = ۱۰۰۰ فلوس
- ۱ دینار کویت = ۱۰۰۰ فلوس
- ۱ ریال یمن = ۱۰۰ فلوس